# Тессова
Тессова (ест. Tessova), також Теессова, Теесова, Тесово, Стешово, Педасма, Педасмяе — село в Естонії, входить до складу волості Меремяе, повіту Вирумаа.